# Saison 1980-1981 de l'AJ Auxerre
Maillots
Dernière mise à jour : 31 mai 2013.
Chronologie
Saison précédente Saison suivante
La saison 1980-1981 de l'AJ Auxerre est la première saison que le club joue en championnat de France de football de Division 1 dans son histoire, après avoir terminé premier de la Division 2 B en 1979-1980.
Depuis 1961, l'entraîneur est Guy Roux. Il organise son équipe avec une tactique en 4-3-3 utilisée lors de l'accession à la première division, mais en s'appuyant sur des milieux offensifs excentrés.
Le début de saison est difficile. Entre la 1re et la 15e journée, le club est dans la zone des relégables par quatorze fois. L'AJ Auxerre n'obtient sa première victoire dans l'élite qu'à partir de la 5e journée contre le Lille OSC. Cette première victoire va lancer la saison, et le club va enchaîner des résultats irréguliers alternant des défaites, des matchs nuls et des victoires. À partir de la 28e journée, cette série irrégulière va s'arrêter avec une série de six matchs sans défaite (trois victoires et trois matchs nuls). Après cette série d'invisibilité, le club ajaïste va connaître une série de cinq matchs sans victoire jusqu'à la fin de la saison. En Coupe de France en match aller-retour, l'AJA est éliminé en seizième de finale par le Sporting Club de Bastia, autre pensionnaire de la Division 1, après une défaite 2 buts à 1 au stade de Furiani et un match nul (1-1) au stade Abbé-Deschamps.
À la fin de la saison, le club obtient le maintien en première division.

## Avant-saison
L'AJ Auxerre commence le mois de juillet après avoir fini la saison précédente à la première place de la Division 2 B en 1979-1980, après avoir été à la lutte jusqu'à la dernière journée avec l'AC Avignon. La victoire à domicile le 21 mai 1980 face à l'AS Cannes permet au club d'accéder à la première division et de devenir champion de la deuxième division en battant le champion de la Division 2 A : le Tours FC. L'objectif du club fixé par le président Jean-Claude Hamel et l'entraîneur Guy Roux est le maintien du club en Division 1.
L'accession à la division supérieure permet à l'AJA d'apporter des changements dans l'organisation du club. Le 31 mai 1980, le club passe sous le statut professionnel et divers travaux d'aménagements sont mis en projet : l'extension des vestiaires des joueurs et la pelouse est élargie d'environ deux mètres et est drainée. Du côte des spectateurs, une tribune dénommée « tribune Vaux » est construite derrière l'un des buts et les abords du stade sont grillagés.
Au mois de juin 1980, la ferme Râteau est rachetée pour devenir le centre de formation du club ajaïste. Ce dernier n'est d'ailleurs inauguré que durant l'année 1982.
Pour cette nouvelle saison, le principal sponsor confirme sa participation le 17 juin 1980, il s'agit de « La Chaillotine » dirigé par Gérard Bourgoin. Cette entreprise qui est l'un des plus importants groupes de volailles françaises soutient le club depuis 1978 et jusqu'en 1983.
L'entraînement reprend le 23 juin 1980 avec l'absence de Jean-Marc Ferreri pour raison médicale, Joël Bats qui vient d'arriver au club doit subir une intervention chirurgicale au ménisque, et les deux joueurs polonais, Andrzej Szarmach et Henryk Wieczorek sont toujours dans leur pays natal.

### Transferts
Pendant l'été 1980, l'AJ Auxerre enregistre l'arrivée de sept nouveaux joueurs dans l'optique d'aider le club à se maintenir en Ligue 1. L'entraîneur cherche à renforcer son effectif pour le poste de gardien, au milieu du terrain et en attaque. En gardien, Joël Bats arrive en provenance du FC Sochaux-Montbéliard. Deux milieux de terrain signent pour renforcer l'équipe dans cette zone : Gérard Lanthier en provenance de l'Avenir Club avignonnais et Robert Sab depuis le RC Lens. En attaque, Patrick Remy quitte le FC Metz alors qu'il était convoité depuis l'été 1978 par le club de Guy Roux, il refuse une offre du Tours FC et du Thionville FC, et s'engage avec Auxerre. François Félix est transféré depuis le SCO Angers pour renforcer l'attaque. Enfin, deux joueurs polonais obtiennent l'autorisation de quitter la Pologne, il s'agit du milieu de terrain Henryk Wieczorek de Górnik Zabrze et de l'attaquant Andrzej Szarmach du Stal Mielec.

## Annexe